# Umarła klasa. Seans T. Kantora

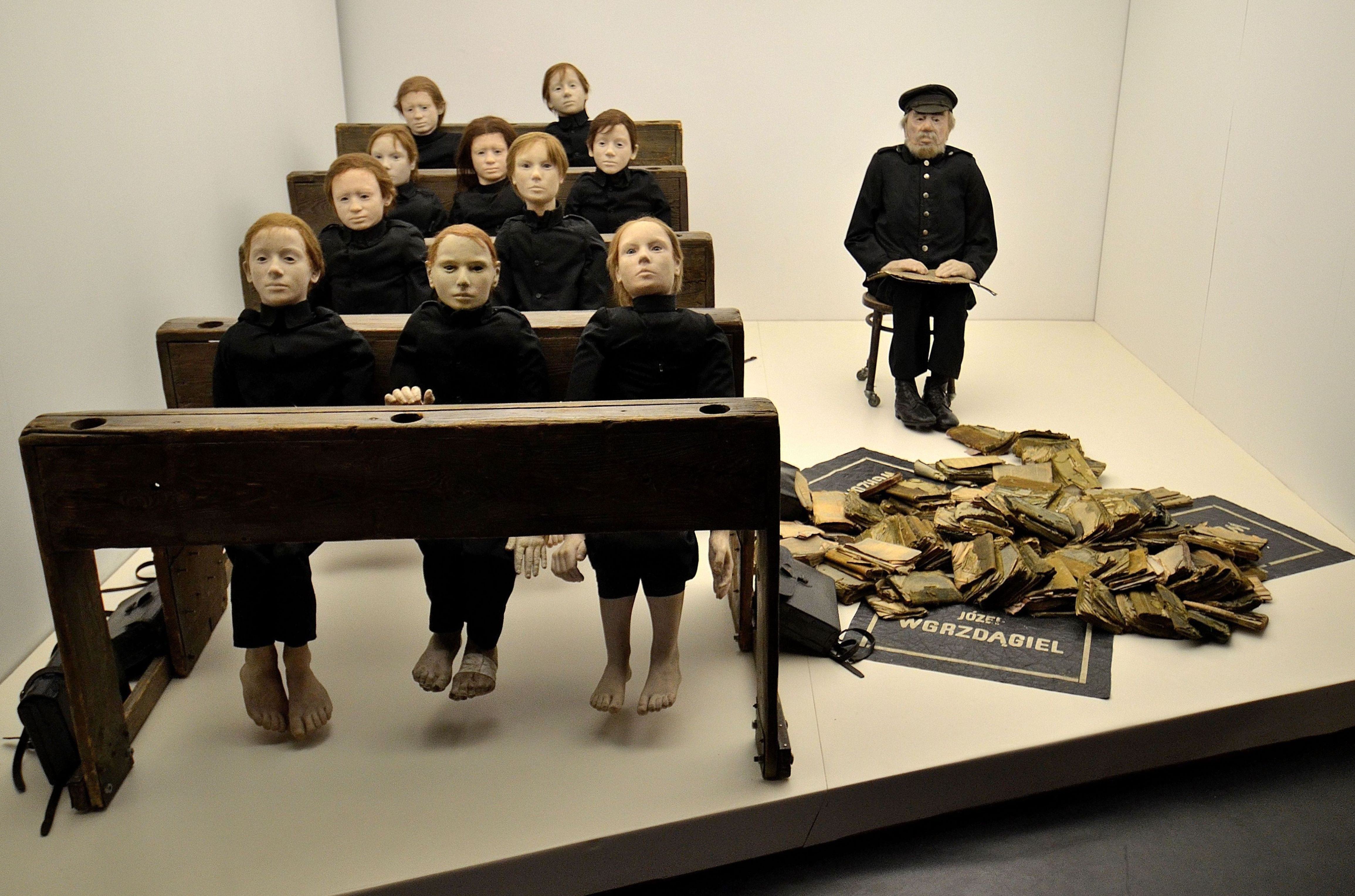
Scenografia spektaklu Umarła klasa

Umarła klasa. Seans T. Kantora – polski film dokumentalny z 1976 roku w reżyserii Andrzeja Wajdy, będący zapisem inscenizacji spektaklu Umarła klasa Tadeusza Kantora. Zdjęcia kręcono w Krakowie.

## Występują
- Tadeusz Kantor
- Maria Stangret-Kantor
- Zofia Kalińska
- Andrzej Wełmiński
- Maria Górecka
- Bogdan Grzybowicz
- Mira Rychlicka
- Zbigniew Bednarczyk
- Roman Siwulak
- Czesław Łodyński
- Lila Krasicka
- Jan Książek
- Zbigniew Gostomski
- Krzysztof Miklaszewski
- Stanisław Rychlicki